# Telecomunicaciones en Líbano
Este artículo se refiere a los sistemas de comunicación en el Líbano. Líbano posee varios sistemas de telecomunicaciones. El código de país y el dominio de nivel superior para Líbano es ".lb".

## Teléfono
Hay 1.816.262 líneas fijas que dan una tasa de penetración de líneas fijas relativamente alta, junto con 4.890.534 teléfonos móviles en uso en el Líbano.El sistema telefónico fue severamente dañado durante la Guerra Civil Libanesa pero fue completamente reconstruido y renovado. Los sistemas que proporcionan la infraestructura para la red telefónica son, a nivel nacional, estaciones de retransmisión de radio de microondas y cables, e internacionalmente, dos Intelsat estaciones terrenas de satélite, una estación de retransmisión de radio de microondas a Siria y tres internacionales cables de fibra óptica submarinos: I-ME-WE, CADMOS (a Chipre) y BERYTAR (a Siria).

## Difusión gratuita de radio y televisión
El Líbano posee una estación de transmisión radio AM y 32 estaciones de transmisión de radio  FM. En 2005, había 28 estaciones de radio FM de propiedad privada. Una estación de FM, que cambia entre francés, inglés y  armenio, y la única estación de radio AM, que transmite únicamente en  árabe, son propiedad de la radio estatal Líbano, que está bajo la jurisdicción del Ministerio de Información. Radio Líbano también transmite Radio France International a las 13:00 (UTC) todos los días. Entre las emisoras privadas se encuentran  Mix FM, PAX Radio, la Corporación de Radiodifusión Libanesa (LBCI), la Red Nacional de Radiodifusión,  Radio One y Voice de mañana.Hay 2,85 millones de radios en Líbano. En 1998, la tasa de penetración de radio del Líbano era de 906 radios por cada 1000 habitantes. Además, Líbano tiene cinco compañías de televisión por cable digital, Cable Vision, Digitek, EcoNet, City TV y UCL.
Hay 28 emisoras de televisión en el Líbano, aunque la aplicación de la ley audiovisual ha provocado el cierre de varias emisoras de televisión. El estándar de televisión PAL se utiliza en Líbano. Aparte de la Télé Liban de propiedad estatal, la mayoría de las emisoras son de propiedad privada y obtienen ingresos de la publicidad. Algunas de las cadenas de televisión más importantes son LBC, Murr TV, Al Jadeed, Future TV, Orange TV ( OTV), Al-Manar, NBN, Télé Lumière y Télé Liban (propiedad del Estado). Hay 1,18 millones de televisores en el Líbano.

## Radio y televisión pagadas
Hay cinco empresas de televisión por cable en el Líbano: Cable Vision, Eco Net, City TV, Digitek y UCL.

## Servicios de Internet

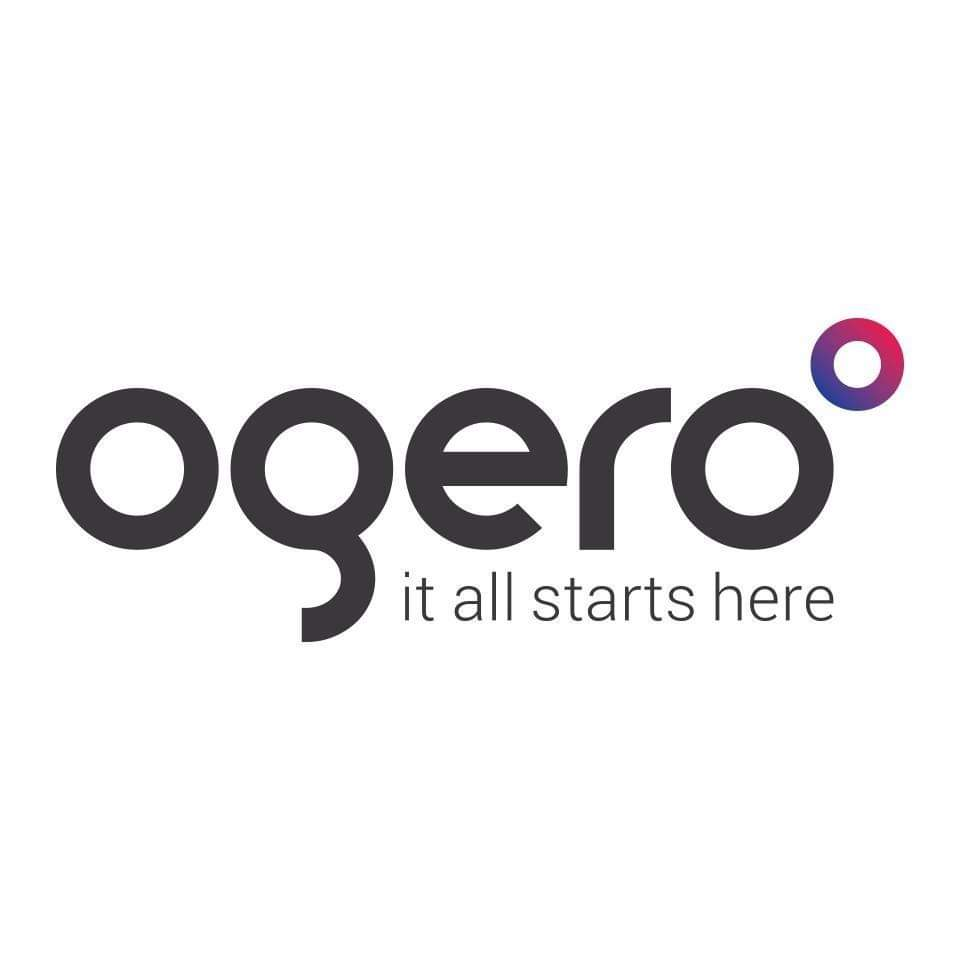
Logo de la Empresa OGERO.

El desarrollo y crecimiento de la infraestructura de Internet ha sido particularmente lento en el Líbano debido a la corrupción y las acusaciones de un sector monopolio.
Los servicios de Internet son administrados en el Líbano por el Ministerio de Telecomunicaciones (Ogero). Líbano ofrece tres tipos de servicios: servicios de acceso telefónico, servicio de Internet inalámbrico y ADSL. Líbano ocupa el puesto 161 en netindex.com (a 1 de febrero de 2019).
A través de su red de oficinas centrales, la empresa estatal Ogero proporciona la infraestructura de telecomunicaciones "backbone" que distribuye la capacidad de Internet en todo el país. La distribución real se produce a través de proveedores de servicios de datos (DSP) y proveedores de servicios de Internet (ISP). Ogero también funciona como ISP.

### Acceso telefónico de 32 K
Los servicios de acceso telefónico cuestan alrededor de $ 7 al mes, pero los usuarios deben pagar el costo de la comunicación telefónica.

### Servicios de ADSL
ADSL se ofreció por primera vez en abril de 2007 y, a julio de 2011, había 1.284.361 suscriptores. La red ADSL ha experimentado grandes mejoras en todo el país. La incorporación del nuevo cable submarino IMEWE durante el verano de 2011 ha aumentado drásticamente la capacidad de ancho de banda internacional de Líbano, lo que permite mayores velocidades y mayores límites de datos. Los precios de ADSL varían ligeramente según el DSP, pero normalmente cuestan entre $ 16 / mes (4 Mbit / s) y $ 65 / mes (velocidad abierta) en planes de datos ilimitados.
Para solucionar el problema, el Ministerio de Telecomunicaciones firmó un contrato de 18 meses con Consolidated Engineering & Trading y la empresa franco-estadounidense Alcatel-Lucent para instalar una red de Fibra Óptica. Se esperaba que para finales de 2011 todas las áreas del Líbano dispondrán de una conexión rápida a Internet de entre 10 y 15 Mbit / s de descarga, y 20 Mbit / sy más estarán disponibles el año siguiente, lo que permitirá al Líbano finalmente ponerse al día con el resto del mundo, lo que finalmente nunca sucedió. En 2015, el Ministro de Telecomunicaciones Boutrous Harb lanzó una nueva iniciativa de fibra hasta el hogar. Se espera que esté completamente implementado para 2020, presentando a los usuarios planes VDSL2 + capaces de ofrecer velocidades que alcanzan los 150Mbit / s.

## Broadband Internet
Los servicios de Internet inalámbrico se ofrecieron por primera vez en 2005 para paliar la ausencia de una infraestructura ADSL en ese momento. Las tarifas de los proveedores de servicios de Internet inalámbrico (WISP) giran alrededor de $ 45 por mes. Internet inalámbrico es portátil: los usuarios pueden conectarse casi en cualquier lugar a través de un receptor (conectado al cliente a través de USB o Ethernet) y proporciona velocidades de descarga entre 2 Mbit/s y 9 Mbit/s según el plan elegido. La cobertura se debilita en áreas densamente construidas o ubicaciones remotas.
Cuota de noche gratis ilimitado de 12 am a 10 am (Algunos de los WISP se usa desde las 12 am a 7 am).
También algunos de los proveedores de servicio de Internet (WISP) no tiene hora de noche gratis ilimitado, sin embargo solo usan todos los días de internet ilimitado.

## Fibra hasta el hogar (FTTH) / Fibra hasta la oficina (FTTO)
Fiber to the Home / Fiber to the Office (o Business) se está implementando en un enfoque gradual en el Líbano bajo la administración del Ministerio de Correos y Telecomunicaciones y Ogero (el propietario y mantenedor de la red fija) con el objetivo de que la mayoría de la población libanesa tenga acceso a una gama completa de servicios (FTTH, IPTV, videoconferencia) para 2020.
El número de usuarios de Internet en el Líbano creció rápidamente en los últimos dos años después de que el Ministerio de Telecomunicaciones y la estatal Ogero introdujeron el servicio rápido DSL y 3G y 4G.
Se está desplegando una red de fibra óptica de 4.700 km en todo el Líbano que une 300 oficinas centrales fijas con miles de gabinetes activos que se están instalando en la última milla utilizando conexiones de cobre, lo que permite a los suscriptores alcanzar una velocidad de conexión de 4 Mbit / sy más en el hogar. La red principal de FO consta de 13 anillos y está casi completa.
Los expertos dicen que el Líbano debería tener una Internet mucho más rápida gracias a los cables de capacidad internacional. Agregaron que solo una pequeña fracción de la capacidad del cable se utilizó en el Líbano. Sin embargo, el país no tuvo un desempeño tan bueno en términos de servicios de fibra hasta el hogar.

### Líbano Broadband Digital Vision 2020 - Fibra óptica (y 4G LTE) para 2020
El 1 de julio de 2016 se anunció un plan quinquenal para renovar la infraestructura de telecomunicaciones del Líbano y proporcionar a los usuarios de Internet de todo el país conectividad de fibra óptica para el año 2020.
- FTTx- fase 1:

—2015-2017:Organizaciones FTTO PYME / SM
—2015-2020:Gabinetes (y casas) FTTC (+ VDSL)
—2016-2020:FTTH1 (Casas)
—2019-2022:FTTH2 (Casas)
En las dos últimas fases, la fibra óptica estará gradualmente disponible en los hogares y para los usuarios finales.

### Actualización de progreso de FTTx (FTTC / FTTH / Last mile Civil Works) (octubre de 2019)
El operador estatal OGERO está gestionando el despliegue de la infraestructura de fibra óptica en todo el Líbano y ha adjudicado en febrero de 2018 tres contratos por valor de $ 283 millones a tres empresas locales (de cuatro postores) para distribuir fibra óptica desde las estaciones centrales a los usuarios finales: SERTA Canales, BMB y Powertech; junto con proveedores de equipos internacionales: Huawei, Calix y Nokia.
En el sitio web de Ogero se pueden encontrar oficinas centrales mejoradas con tecnología de acceso GPON o P2P de fibra óptica y fase de implementación FTTx.También se encuentran actualizaciones en el Foro Líbano de Fibra Óptica.

### Wi-Fi público e Internet inalámbrico fijo 5G en Líbano
El Internet inalámbrico fijo 5G está disponible comercialmente en las terminales del Aeropuerto Internacional de Beirut.

### Redes FTTx en Líbano
Solidere, la empresa libanesa para el desarrollo y la reconstrucción del distrito central de Beirut, ha desplegado una red de banda ancha en asociación con Orange Business Services en marzo de 2007. Orange opera esta red IP utilizando una red troncal de fibra óptica con conexión dual para cada edificio de la ciudad. centrar. Bajo su red de comunicación unificada, Solidere brinda servicios de IPTV a todos sus residentes operados y monitoreados desde el centro de operaciones principal de la red.
El Distrito Digital de Beirut (BDD) se lanzó en septiembre de 2012 como un proyecto facilitado por el gobierno con instalaciones de infraestructura telefónica y de Internet de banda ancha.El distrito digital de Beirut (BDD) representará un centro urbanizado centrado en la comunidad para las empresas creativas y los talentos. El proyecto tiene como objetivo convertirse en una zona con todo incluido dedicada a mejorar la industria digital en el Líbano mediante la provisión de infraestructura de vanguardia y servicios de apoyo superiores para empresas y el entorno de vida más saludable para la fuerza laboral joven y dinámica; todo a precios competitivos y asequibles.

### Servicios de datos 3.9G y 4G LTE
Alfa y MTC Touch tienen servicios comerciales de datos 3.9G y 4G LTE en muchas regiones del Líbano (en su mayoría regiones urbanas densas) a partir de mayo de 2013.
Como parte del plan Lebanon Broadband 2020, se espera una cobertura completa de LTE 4G para 2018.

### ISP
En la actualidad hay muchos proveedores de servicios de Internet (ISP) con licencia y 9 DSP (proveedores de servicios de datos) con licencia que operan en el Líbano:
Nota:Ogero distribuye Internet a todos los proveedores, mientras actúa como el ISP dominante. 
- Connect
- WiMAX SARL (www.wimax-lb.com)
- SME SARL (ISP)
- Broadband Plus
- ComNet
- Cyberia
- Data Consult (Proveedor de servicios gestionados)
- Farah Net
- Fiberlink Networks
- IDM
- Keblon
- Lebanon OnLine
- Masco Group
- Mobi iB
- Moscanet (Wise)
- Onet Plus
- Pro Services
- Sodetel
- Solidere
- Terranet
- Transmog (Cyberia)
- Tri Network Consultants
- Virtual ISP (VISP)
- SkyNet S.a.r.l (WISP) (www.skynet-lb.net)

No solo la mayoría de los proveedores de servicios no mantienen un sitio web, incluso aquellos que rara vez lo actualizan. Peor aún, no publican términos de servicio o políticas de privacidad, aclarando lo que hacen con los datos de uso de Internet que recopilan sobre sus clientes. OGERO no es una excepción.

### DSPs
Cable One,Cedarcom,GlobalCom Data Services, Pesco, Sodetel, Solidere, LCNC S.A.L., TRISAT S.A.R.L., Waves S.A.L.
En 2009, el Líbano tenía 2.000.000 de usuarios de Internet (48% de la población).
A mediados de 2011, el Líbano tenía 2.500.820, una tasa de penetración del 59%.
Al 31 de diciembre de 2011, el Líbano tenía 3.367.220 usuarios de Internet (tasa de penetración del 87%).
Al 30 de junio de 2012, el Líbano tenía 3.722.950 usuarios de Internet (tasa de penetración del 92%).

### Juego justo entre Ogero y proveedores de Internet
El 5 de julio de 2012 Ogero y ISP se reunió con el Ministerio de Telecomunicaciones (MoT), quien nos explicó que el cable IMEWI fue cortado en Egipto bajo el agua.  El tiempo de reparación se demoró hasta 7 días.
Sin embargo, la herramienta del Ministerio se activa con el operador chipriota Cyta y tendrá un enlace de 10 Gbps activado esta noche o mañana a más tardar.
El Ministro quiere implementar "JUEGO JUSTO" entre Ogero y los ISP privados. Ogero tomó toda la capacidad "redundante" para sí mismo y no asignó ninguna capacidad de fibra a los ISP es por eso que Ogero DSL está encendido mientras que el DSL de ISP está apagado.
Nuevamente,los ISP "legales", compran ancho de banda internacional a un proveedor: MoT.

## Decreto de banda ancha aprobado
El gabinete de ministros aprobó un decreto el 23 de agosto de 2011, para aumentar las velocidades actuales de conexión a Internet estableciendo la velocidad mínima en 2 Mbit/s además de bajar los precios.

## Proyecto de nuevo cable submarino de Internet
En junio de 2019, el Ministerio de Telecomunicaciones anunció planes para un nuevo cable submarino de Internet para conectar el país con Europa. El objetivo es impulsar el servicio de Internet a nivel local y convertir el Líbano en un centro de distribución de Internet a los países de la región. Está previsto que se lance otro proyecto de cable en 2019. Este nuevo cable submarino sustituirá al cable "Cadmus" que une Líbano con Chipre. El proyecto se ejecutará en asociación con la  Autoridad de Telecomunicaciones de Chipre (CYTA). Además de "Cadmos", Líbano está actualmente conectado con el mundo exterior mediante el cable submarino "Alexandros" que une el país con Francia a través de Chipre.